# Bodil Schmidt-Nielsen
Bodil Schmidt-Nielsen   (Copenhaguen, 3 de novembre de 1918 - 25 d'abril de 2015) fou una fisiòloga estatunidenca d'origen danès, reconeguda pels seus estudis sobre la regulació hídrica i control renal dels mamífers.

## Biografia
Bodil Schmidt-Nielsen va néixer a Copenhaguen el 1918, essent la més jove dels quatre fills de dos fisiòlegs eminents, el premi Nobel August Krogh i Marie Krogh. Va ser tutoritzada a casa durant els primers anys de la seva infància fins que, en fer 11 anys, va entrar al Rysensteen Gymnasium, una escola d'educació secundària, on s'especialitzà en ciències.

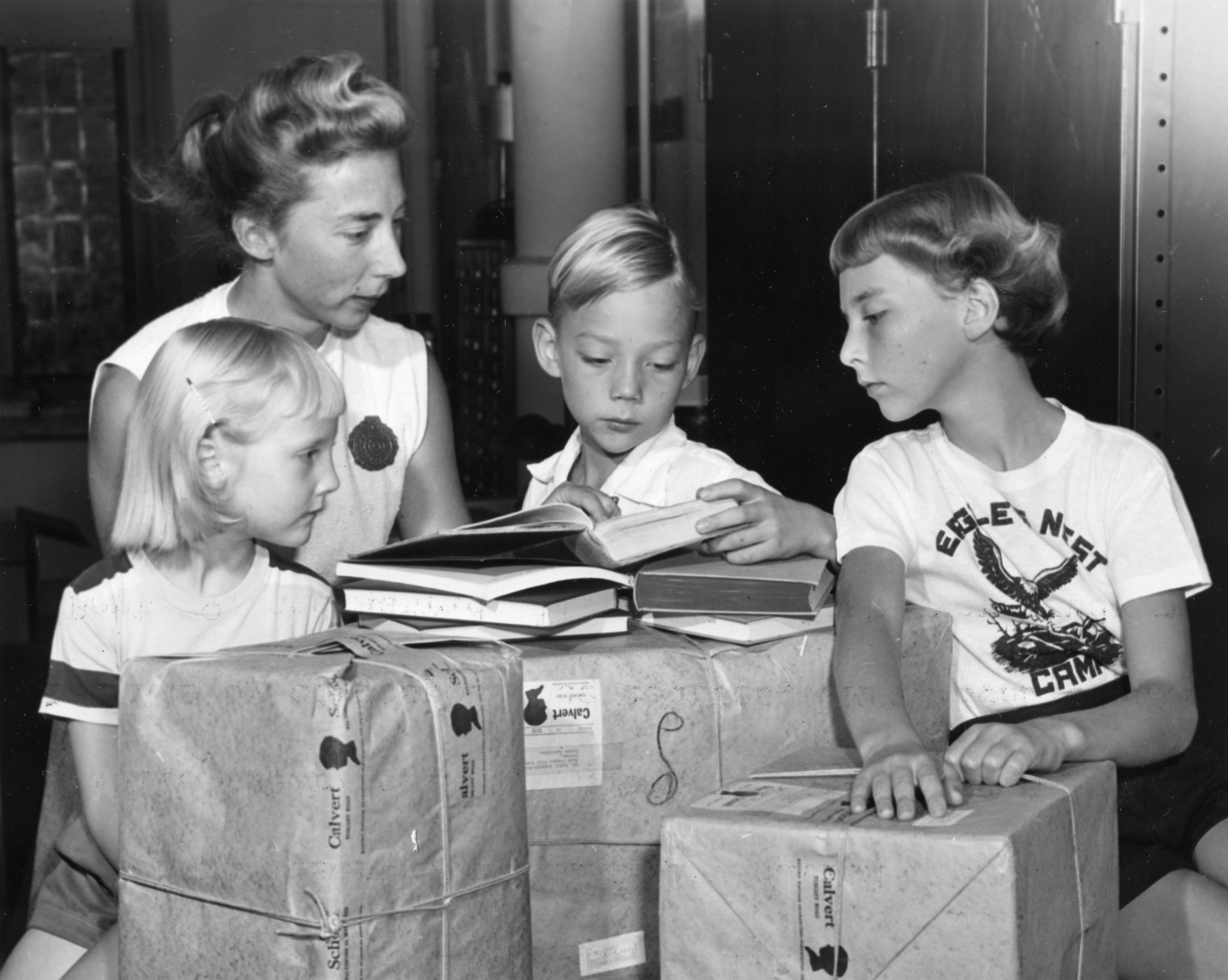
Bodil Mimi Krogh Schmidt-Nielsen amb els seus fills, d'esquerra a dreta: Mimi (5 anys), Bent (9 anys), i Astrid (11 anys).

El 1939, Bodil Schmidt-Nielsen es va casar amb Knut Schmidt-Nielsen, un company fisiòleg amb qui es va acabar divorciant el 1966, abans de tornar-se a casar amb el Roger G. Chagnon dos anys més tard.
El 1941 va obtenir el seu grau en cirurgia dental en la Universitat de Cophenhaguen i el 1946 va treure's el doctorat també en l'àmbit de l'odontologia. Durant aquest temps estigué treballant al Swathmore College com a investigadora associada (1946-1948), després a Stanford (1948-1949), Cincinnati (1949-1952) i, en últim lloc, a Duke (1952-1957) on fou professora i investigadora associada fins al 1964. També es doctorà en filosofia el 1955 de la Universitat de Copenhaguen.
En deixar Duke, Bodil es va convertir en cap del Departament en la Universitat Casi de la Reserva Occidental i, més tard, va dedicar la seva carrera exclusivament a la investigació en el Laboratori Biològic Mount Desert Island (MDI) a Maine, on va tenir activa la seva recerca fins al 1986.
Schmidt-Nielsen va morir als 96 anys d'edat l'abril de 2015.

### Premi al Científic i Mentor distingits
El premi Bodil M. Schmidt-Nielsen al Científic i Mentor distingit s'atorga a un membre de la Societat Fisiològica  Americana, institució de la qual ella va formar part  i on es va convertir en la seva primera dona presidenta el 1975. El premi s'atorga a aquella persona que es valora per les seves excepcionals contribucions a la recerca fisiològica i al compromís i dedicació demostrats en la formació de joves fisiòlegs.

## Treballs seleccionats
- La solubilitat del material dental amb relació a la composició de la saliva (Supplementum; v.2, 1946)
- La naturalesa i la seva capacitat per a l'adaptació fisiològica a l'entorn (Physiologist 1(2): 4-20, 1958)
- August i Marie Krogh: Vides en la Ciència (1995)